# جام حذفی فوتبال تهران ۱۳۳۹
جام حذفی فوتبال تهران ۱۳۳۹ یک دوره مسابقات فوتبال حذفی بود که در فصل ۴۰–۱۳۳۹ در فوتبال تهران برگزار شد و با قهرمانی باشگاه تاج و نایب قهرمانی تهران‌جوان پایان یافت. این دوره دهمین دوره بازی‌های جام حذفی فوتبال تهران بود.

## نحوه برگزاری مسابقات
این بازی‌ها در شهریور و مهر ماه سال ۱۳۳۹ با حضور تیم‌های سطوح یک تا سه تهران برگزار شد؛ باشگاه تاج تهران که امروزه با نام استقلال شناخته می‌شود در این فصل با کسب پنج پیروزی توانست عنوان قهرمانی را به دست بیاورد.

## بازی‌ها
| مهر ۱۳۳۹ فینال                                    | تاج تهران | ۱–۰ | تهران‌جوان | تهران                 |
|                                                   |           |     |           | ورزشگاه: امجدیه تهران |
| یادداشت: این بازی با برتری تیم تاج همراه بوده‌است. |           |     |           |                       |

منبع

## قهرمان
| قهرمان جام حذفی تهران ۱۳۳۹ |
| -------------------------- |
| تاج                        |
| چهارمین قهرمانی            |